# خانه سفید در شب
خانه سفید در شب (به انگلیسی: White House at Night) یک تابلو نقاشی رنگ روغن روی بوم است که در ۱۶ ژوئن ۱۸۹۰ حدود ساعت ۸ شب در شهر کوچک اور سور آواز توسط ونسان ون گوگ فقط شش هفته قبل از مرگ کشیده شده است. زمان دقیق به‌خاطر موقعیت سیاره زهره در نقاشی معلوم شده است. ستاره‌شناسان دونالد اولسان و راشل دوشر از دانشگاه ایالتی تگزاس در سن مارکوس محاسبه کرده‌اند که ستاره موجود در نقاشی باید زهره باشد که در آسمان ژوئن ۱۸۹۰ می‌درخشید.
نقاشی تاریخ متلاطمی دارد. ابتدا تصور می‌شد در جنگ دوم جهانی گم شده‌است، اما در سال ۱۹۹۵ در پایان جنگ در موزه ارمیتاژ در نمایشگاهی از کارهای هنری که توسط هیئت حاکمه اتحاد جماهیر شوروی به تاراج رفته بود، در معرض تماشا قرار گرفت.